# Phêrô Cận Lộc Cương
Phêrô Cận Lộc Cương (sinh 1955, tiếng Trung:靳禄岗, tiếng Anh:Peter Jin Lu-gang) là một giám mục người Trung Quốc của Giáo hội Công giáo Rôma. Ông hiện đảm nhận vị trí Giám mục chính tòa Giáo phận Nam Dương. Ngày 30 tháng 1 năm 2019, chính quyền Trung Quốc công nhận ông với chức vị giám mục Phó giáo phận, còn giám mục chính tòa là Giám mục Giuse Chu Bảo Ngọc. Giám mục Chu vốn được Vatican cho hồi hưu năm 2010 khỏi chức vị giám mục chính tòa.

## Tiểu sử
Giám mục họ Cận sinh năm 1955 tại Trung Quốc. Sau quá trình tu học, ngày 8 tháng 12 năm 1992, ông được thụ phong chức vị linh mục. Ngày 14 tháng 12 năm 2007, ông được giám mục Giuse Ngụy Cảnh Nghĩa chủ phong sau khi được mật tin việc bổ nhiệm làm Giám mục Phó Nam Dương. Năm 2010, giám mục Giuse Chu Bảo Ngọc từ nhiệm, giám mục Cận Lộc Cương chính thức kế vị chính tòa.
Ông và giám mục Chu hiện đang sống cách hiệp thông trong cùng một thành phố. Giám mục Chu được Tòa Thánh tuyên bố là nguyên giám mục, nhưng chính quyền Trung Quốc công nhận ông là giám mục chính tòa sau khi ông hồi hưu. Giám mục Cận trên danh nghĩa là giám mục do Tòa Thánh công nhận, nhưng phải ở giáo xứ trong thành phố do chính quyền chỉ chịu công nhận giám mục Chu, và hiện giám mục này sinh sống tại Nhà thờ chính tòa. Việc mục vụ của giám mục Cận vẫn bình thường và đôi khi ông cử hành các nghi thức tại Nhà thờ chính toà. Ông phải báo cáo chính quyền Trung Quốc khi rời Nam Dương.
Ngày 30 tháng 1 năm 2019, chính quyền Trung Quốc chuẩn nhận ông là Giám mục Phó Nam Dương, trợ tá Giám mục Chu trong vai trò giám mục chính tòa.